# Repperndorf
Repperndorf ist ein Gemeindeteil der Großen Kreisstadt Kitzingen im bayerischen Regierungsbezirk Unterfranken und eine Gemarkung.

## Geographie
Der Stadtteil Repperndorf liegt drei Kilometer nordwestlich des Kitzinger Stadtkerns am Repperndorfer Mühlbach, der in Kitzingen  in den Main mündet. Naturräumlich liegt Repperndorf als einziger Kitzinger Stadtteil auf den sogenannten Hochflächen im südlichen Maindreieck, die zu den Gäuflächen im Maindreieck gezählt werden. Typisch sind die etwa 300 m hohen Ebenen, die in Richtung des Maines steil abfallen.
Die Trasse der Bundesstraße 8 führt östlich am Ort vorbei. Der Straßenname Alte Reichsstraße verweist auf den Verlauf der mittelalterlichen Reichsstraße von Nürnberg nach Würzburg durch den Ort.
Auf der etwa 536 Hektar großen Gemarkung Repperndorf befinden sich die Kitzinger Gemeindeteile Eheriedermühle und Repperndorf.

## Geschichte
In der Flur „Am Hügel“ wurde ein frühkeltischer Großgrabhügel ergraben. Der Ort Repperndorf wurde als Fronhof des Benediktinerklosters Kitzingen zum ersten Mal im 11. Jahrhundert erwähnt. Mit diesem ging er 1544 in den Besitz der Markgrafschaft Brandenburg-Ansbach über. Die Markgrafen lösten in ihrer Funktion als Pfandherren der Stadt Kitzingen das Kloster auf. Im Zuge der Wiedereinlösung fiel Repperndorf als wichtiger Bestandteil des ehemaligen Klosters an das Hochstift Würzburg zurück. Mit diesem wurde es 1803 zuerst kurfürstlich bayrisch, 1806 großherzoglich würzburgisch, und im Jahr 1814 Teil des Königreichs Bayern. Die Gemeinde Repperndorf hatte 1964 eine Fläche von etwa 536,32 Hektar, die Gemeindeteile Eheriedermühle und Repperndorf und 550 Einwohner (1961), davon 549 im Pfarrdorf Repperndorf. Im Zuge der Gebietsreform in Bayern wurde die Gemeinde Repperndorf mit Wirkung vom 1. Januar 1978 nach Kitzingen eingemeindet. Repperndorf hat heute ca. 700 Einwohner.

## Politik

### Parteien
SPD und CSU sind mit einem eigenen Ortsverein bzw. Ortsverband vertreten.

### Wappen
| | Blasonierung: „Gespalten von Silber und Rot; vorne ein roter Hahnenkopf, hinten ein senkrecht gestellter silberner Rost.“ |
| Wappenbegründung: Ein Gerichtssiegel des 18. Jahrhunderts zeigte den heiligen Laurentius. Das Wappen enthält mit dem Rost noch das Attribut des Heiligen, der gleichzeitig Ortspatron von Repperndorf ist. Die ehemalige Zugehörigkeit zu den Herren von Hohenlohe und ihren Ministerialen, den Rittern von Dettelbach, wird durch den roten Hahn symbolisiert. Später war das Dorf Teil des Hochstifts Würzburg, dessen Farben Rot und Silber sind. | |

## Sehenswürdigkeiten

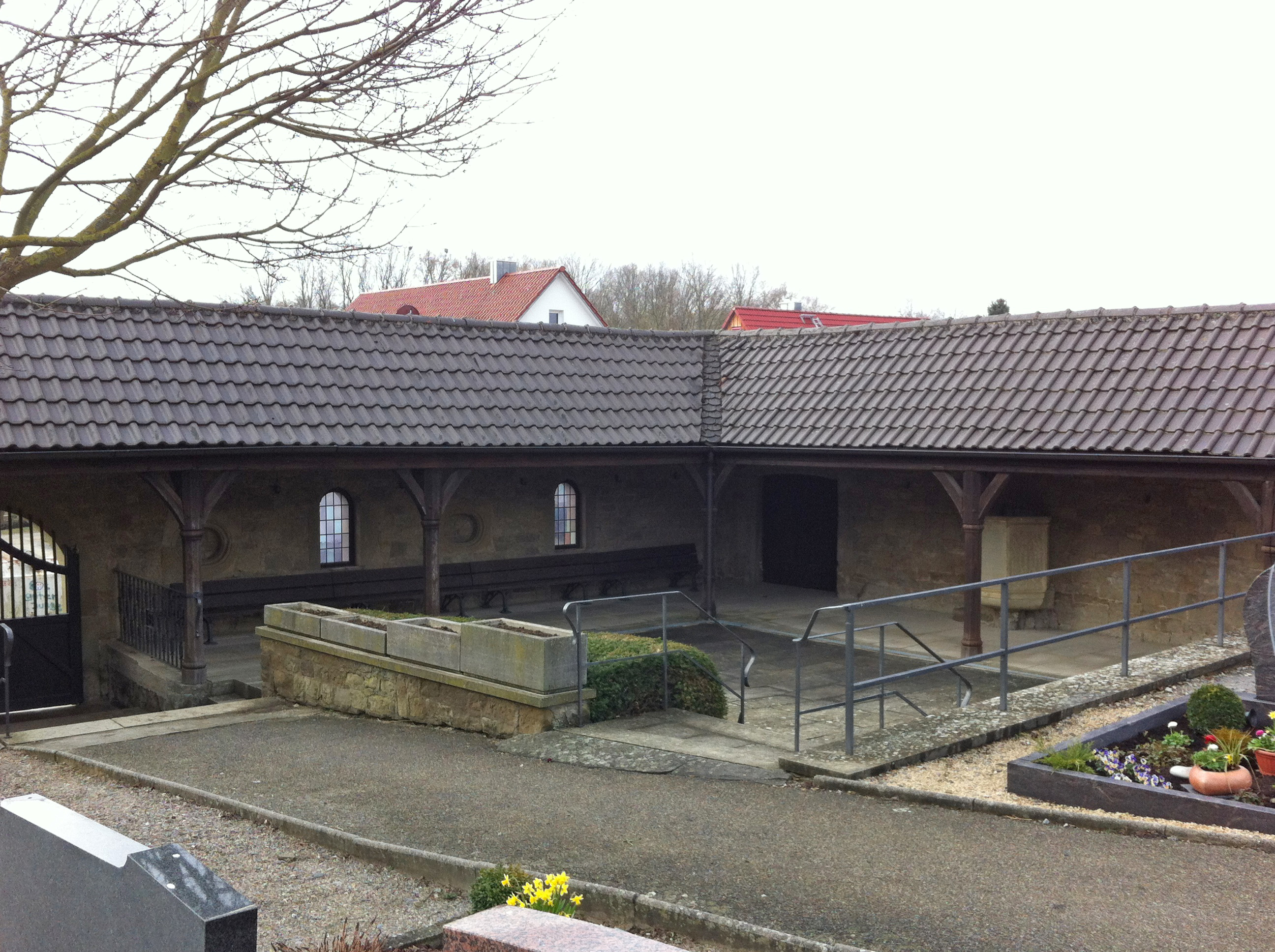
Arkaden mit Kanzel

- evangelische Kirche St. Laurentius
- katholische Laurentiuskirche
- Friedhof mit Arkaden und steinerner Renaissance-Friedhofskanzel

Ähnliche Anlagen sind noch in Marktsteft, Mainbernheim, Wiesenbronn, Abtswind und Prichsenstadt zu finden.
- Weinlehrpfad in den nahe gelegenen Weinbergen

## Wirtschaft und Infrastruktur
Die Wasserversorgung wurde nach der Eingemeindung 1978 von den Licht-, Kraft- und Wasserwerken Kitzingen (LKW) übernommen.

### Weinbau
Repperndorf ist heute Weinbauort im Anbaugebiet Franken. Eine Weinlage existiert um das Dorf; der Wein wird seit den 1970er Jahren unter dem Namen Repperndorfer Kaiser Karl vermarktet und verweist auf die Durchreisen des Frankenkönigs. Repperndorf ist Teil des Bereichs MainSüden; bis 2017 waren die Winzer im Bereich Maindreieck zusammengefasst. Die Muschelkalkböden um Repperndorf eignen sich ebenso für den Anbau von Wein wie die Lage in der Maingauklimazone, die zu den wärmsten Deutschlands gehört. 
Bereits seit dem Frühmittelalter betreiben die Menschen um Repperndorf Weinbau. Die fränkischen Siedler brachten wohl im 7. Jahrhundert die Rebe mit an den Main. Laut der Sage soll Karl der Große in Repperndorf den ersten Weinstock gepflanzt haben. Im Mittelalter gehörte die Region zum größten zusammenhängenden Weinbaugebiet im Heiligen Römischen Reich. Die Menschen betrieben zumeist Nebenerwerbsweinbau zur Selbstversorgung, gleichzeitig bildeten sich bereits Exportzentren insbesondere entlang des Maines heraus.
Der Weinbau erlebte nach der Säkularisation zu Beginn des 19. Jahrhunderts einen umfassenden Niedergang. Vor allem klimatisch weniger begünstige Lagen gab man vollständig auf. Zusätzlich erschwerte das Aufkommen von Schädlingen wie der Reblaus den Anbau. Konsolidieren konnte sich die Weinbauregion Franken erst wieder in der zweiten Hälfte des 20. Jahrhunderts. Der Einsatz von Düngern und verbesserte Anbaumethoden hatten dazu ebenso beigetragen wie die Organisation in Genossenschaften und die Flurbereinigung der 1970er Jahre.
Der Weinbau prägt auch heute noch teilweise den Ort, was sich etwa im jährlich stattfindenden Weinfest oder in der außerhalb des Ortes errichteten Zentrale der Gebiets-Winzergenossenschaft Franken (GWF), heute als Winzergemeinschaft Franken firmierend, widerspiegelt. Die größte fränkische Winzergenossenschaft hat wegen der zentralen Lage des Ortes im Anbaugebiet ihren Sitz in Repperndorf. Ein Wein- und Naturlehrpfad informiert den interessierten Besucher über den Weinbau.
| Weinlage    | Größe 1993 | Himmelsrichtung | Hangneigung | Hauptrebsorten           | Großlage         |
| ----------- | ---------- | --------------- | ----------- | ------------------------ | ---------------- |
| Kaiser Karl | 33 ha      | Südwesten       | 15–25 %     | Silvaner, Müller-Thurgau | Kitzinger Hofrat |

### Sport
Der TSV Jahn Repperndorf e. V. unterhält mehrere Abteilungen, von denen die Fußballabteilung die aktivste ist.

## Persönlichkeiten
- Friedrich Hiller (1861–1947), Pfarrer und Schriftsteller, Hiller wuchs in Repperndorf auf
- Carl Schadewitz[10] (1887–1945), Komponist und Dirigent, Schadewitz wirkte und starb in Repperndorf